# Sona (Włochy)
Sona – miejscowość i gmina we Włoszech, w regionie Wenecja Euganejska, w prowincji Werona.
Według danych na rok 2004 gminę zamieszkiwało 14 269 osób, 348 os./km².

## Miasta partnerskie
- Wadowice
- Weiler-Simmerberg